# Diadegma elishae
Diadegma elishae là một loài tò vò trong họ Ichneumonidae.